# Bluford, Illinois
Bluford là một làng thuộc quận Jefferson, tiểu bang Illinois, Hoa Kỳ. Năm 2010, dân số của làng này là 688 người.

## Dân số
Dân số qua các năm:
- Năm 2000: 785 người.
- Năm 2010: 688 người.